# Вильке, Вольф-Дитрих
Вольф-Дитрих «Фюрст» Вильке (нем. Wolf-Dietrich «Fürst» Wilcke; 11 марта 1913 — 23 марта 1944) — немецкий лётчик-ас, Второй мировой войны в течение которой он совершил 732 боевых вылета, одержав 162 победы, из них 137 на Восточном фронте, а также сбив четыре 4-х моторных бомбардировщика. Погиб в бою 23 марта 1944 года в районе города Шёппенштедт (сейчас в федеральной земле Нижняя Саксония).

## Биография
Вольф-Дитрих Вильке родился 11 марта 1913 года в Шримме, Позен.

### Военная служба
В 1934 году призван в вермахт и первоначально служил в кавалерийском полку. Однако, уже в 1935 году обер-лейтенант Вильке переводится во вновь сформированные люфтваффе. Он проходит летное обучение в Перлеберге и начинает службу в JG132. Осенью 1937 года он становится инструктором в истребительной школе в Вернойхене.

### В Испании
В начале 1939 года обер-лейтенант Вильке направлен в истребительную часть J./88 легиона «Кондор». В её составе он совершает 11 безрезультатных вылетов. После своей недолгой командировки он возвращается в Германию и направляется в формируемую группу III./JG53 под командование Вернера Мельдерса.

## Вторая мировая война

### «Странная война»
18 сентября гауптман (по другим данным все ещё обер-лейтенант) Вильке становится командиром эскадрильи 7./JG53 в создаваемой группе Мельдерса. А 7 ноября он одерживает свою первую победу, сбив в районе Саара французский «Потез» 637 из GR I/33. 2 марта 1940 года сбивает вероятно Харрикейн (не вошёл в список побед), а через девять дней, 11 марта, ещё один разведчик «Потез» 63-11 из GR I/22. Всего, к окончанию «странной войны» на его счёту 3 победы.

### Французская кампания и плен
18 мая Bf.109E-3 Вильке был сбит в бою с французскими истребителями Хоук-75 в районе Ретеля в 35 км северо-восточнее Реймса. Вильке выпрыгнул на парашюте, однако попал в плен. Освобожден из него он был уже после окончания кампании и капитуляции Франции.

### Битва за Британию
Вернувшись в часть, 12 августа 1940 в послеполуденном вылете у Bf.109E-4 Вильке отказал двигатель, вынудив последнего выпрыгнуть с парашютом над морем, однако без серьёзных для него последствий, так как при лунном свете его смогла подобрать летающая лодка Do-18, высланная над Ла-Маншем специально для этих целей. Более того, 13 августа Вольф-Дитрих был назначен командиром III./JG53 вместо погибшего прошлым днем в бою у острова Уайт капитана Харро Хардера. Летая над Англией в качестве командира III./JG53 Вильке сбил 10 самолётов. Всего, к октябрю, на его счёту числилось уже 13 побед.

### Вторжение в СССР
22 июня 1941 года III./JG53 поднялась в воздух, чтобы совершить свой первый вылет на Восточном фронте. Штабное звено группы и 7./JG53 наносили удар по аэродрому Алитус в 57 км южнее Каунаса. Их атака увенчалась успехом, поскольку была полностью неожиданной. В результате на аэродроме было уничтожено 7 бомбардировщиков СБ из 53 СБАП 57 САД. На обратном пути немецкие пилоты встретили группу истребителей И-15 бис из 237 ИАП 57 САД. В ходе 20-и минутного боя немцы сбили 4 советских самолёта. Три из них были на счету командира, гауптмана Вильке. В ходе последующих 2-х вылетов утром и днем Вильке сбил ещё 2 советских истребителя, доведя свой личный счёт до 18 сбитых машин и одновременно став первым немецким асом Восточного фронта.
25 июня при взлете из Вильно Bf.109F-2 (W.Nr.8104) был поврежден в столкновении с другим Мессершмиттом, при этом оба самолёта сгорели, но Вильке отделался легкими повреждениями и он продолжил наращивать счёт своих побед. 6 августа 1941 года гауптман Вольф-Дитрих Вильке за 25 побед был награждён рыцарским крестом.
Всего же к концу своей кампании 1941 года Вильке имел на своем счёту 33 победы.

### Гибель
В начале 1944 года Вильке получил долгожданное разрешение на возобновление полетов и в последующих боях сбил очередные шесть машин. Погиб во время боя 23 марта 1944 года.

## Итоги военной карьеры
Всего совершил 734 боевых вылета (+11 в Испании), в которых одержал 162 победы.

## Награды
- Испанский крест в бронзе с мечами.
- Знак за ранение (чёрный).
- Немецкий крест в золоте (3 ноября 1942).
- Железный крест 1-й и 2-й степени
- Рыцарский крест железного креста с Дубовыми листьями и Мечами.
  - Рыцарский крест (6 августа 1941)
  - Дубовые листья (8 сентября 1942)
  - Мечи (23 декабря 1942)